# Such a Wicked Love
Such a Wicked Love è il quarto singolo estratto dall'album LaToya della cantautrice e ballerina statunitense La Toya Jackson. Fu pubblicato nel 1988.

## Promozione
Per promuovere il singolo, che sul lato B contiene la traccia Does It Really Matter, dallo stesso album, la Jackson aprì una hotline per ascoltare il brano in anticipo via telefonica. Questa linea, una prima forma di podcasting, raggiunse 20.000 ascoltatori al giorno.
Such a Wicked Love fu presentato ufficialmente in anteprima al programma televisivo Easter Vacation, condotto da Bob Hope alle Isole Bahamas, e che fu mandato in onda il 25 marzo 1989. Il canale televisivo NBC censurò l'interpretazione della popstar ritenendo la sua esibizione "troppo lasciva" per una trasmissione in prima serata.
La cantante portò la canzone anche a Puerto Vallarta per la televisione messicana e a Caracas per il programma televisivo venezuelano Only for Men a marzo 1989. Il brano fu anche inserito nella scaletta del concerto Sizzling Spectacular, che la cantante tenne a settembre 1989 al Bally's Reno.

## Tracce
1. Such a Wicked Love (Album Version) – 5:33
2. Such a Wicked Love (Single Version)
3. Such a Wicked Love (7" Version) – 4:16
4. Such a Wicked Love (F.F. Remix) – 5:32
5. Such a Wicked Love (Full Force Remix Instrumental) – 5:32